# Belonogaster pileata
Belonogaster pileata är en getingart som beskrevs av Richards 1982. Belonogaster pileata ingår i släktet Belonogaster och familjen getingar. Inga underarter finns listade.